# Doll (SAYAKAのアルバム)
『Doll』（ドール）は、SAYAKA（現：神田沙也加）の1枚目のオリジナル・アルバム。2005年2月23日にSony Recordsより発売された。
1ヶ月後の3月25日には、本アルバム収録曲のミュージック・ビデオを収めた映像作品『Dolls』がリリースされた。

## 解説
SAYAKAの芸名を使用していた時期における唯一のアルバム作品となった。
SAYAKA本人が収録曲全ての楽曲の作詞に携わっている。
複数の楽曲はday after tomorrowのメンバーである北野正人の作曲。
本作含めて、SAYAKA名義でリリースされたCD作品や映像ソフトは全て廃盤となり、稀少である為入手が非常に困難とされている（中古市場やインターネットオークションなどでは高価値が付いている）が、ダウンロード配信や定額制サブスクリプションといったストリーミング配信サービスでの利用は、神田の死去後も可能となっている。

## 収録曲
| 全作詞: SAYAKA。 |                            |           |           |            |      |
| #                | タイトル                   | 作詞      | 作曲      | 編曲       | 時間 |
| 1.               | 「水色」                   | SAYAKA    | 北野正人  | tasuku     | 5:21 |
| 2.               | 「上弦の月」               | SAYAKA    | 北野正人  | tasuku     | 4:47 |
| 3.               | 「カナリヤ」               | SAYAKA    | 北野正人  | tasuku     | 2:32 |
| 4.               | 「La La Sunday」           | SAYAKA    | 北野正人  | tasuku     | 3:30 |
| 5.               | 「garden (acoustic ver.)」 | SAYAKA    | SAYAKA    | tasuku     | 4:13 |
| 6.               | 「〜Noise from silence〜」 | SAYAKA    |           |            | 0:11 |
| 7.               | 「ever since」             | SAYAKA    | 奥田俊作  | 松岡モトキ | 6:00 |
| 8.               | 「Believe again」          | SAYAKA    | 奥田俊作  | 松岡モトキ | 4:35 |
| 9.               | 「螺旋」                   | SAYAKA    | Taboo     | 鳥山雄司   | 4:22 |
| 10.              | 「four hours」             | SAYAKA    | 北野正人  | tasuku     | 4:10 |
| 11.              | 「Mermaid」                | SAYAKA    | 林浩司    | 鳥山雄司   | 5:04 |
| 合計時間:        | 合計時間:                  | 合計時間: | 合計時間: | 44:45      |      |

### 楽曲解説
1. 水色
3rdシングル。
2. 上弦の月
4thシングル。
3. カナリヤ
4. La La Sunday
5. garden (acoustic ver.)
2ndシングルのアコースティックバージョン。
6. 〜Noise from silence〜
インストゥルメンタル曲。
7. ever since
1stシングル。
フジテレビ系木曜劇場『ビッグマネー!〜浮世の沙汰は株しだい〜』主題歌。
8. Believe again
2ndシングルのカップリング曲。
第82回全国高等学校ラグビーフットボール大会イメージソング。
9. 螺旋
10. four hours
3rdシングルのカップリング曲。
金冠堂 “金柑のど飴” CMソング。
11. Mermaid
2ndシングルのカップリング曲。

## Dolls (SAYAKAの映像作品)
「Dolls」（ドールズ）は、SAYAKA（現：神田沙也加）の映像作品。2005年3月24日にSony Recordsより発売された。

### 解説
初のミュージック・ビデオ集。タイトルは1stアルバム『Doll』から採られたもの。デビュー・シングル「ever since」から当時の最新曲「上弦の月」まで収録。MVのほか、メイキングやオフショットも収録されている。
1ヶ月後の4月23日には、携帯型ゲーム機・PSP専用のメディアUMDもリリースされた。

### 収録曲
| #  | タイトル                       | 作詞 | 作曲・編曲 |
| -- | ------------------------------ | ---- | ---------- |
| 1. | 「ever since」(Music Video)    |      |            |
| 2. | 「Believe again」(Music Video) |      |            |
| 3. | 「garden」(Music Video)        |      |            |
| 4. | 「水色」(Music Video)          |      |            |
| 5. | 「上弦の月」(Music Video)      |      |            |